# Chapelle della Visione di Sant'Ignazio di Loyola
La chapelle della Visione di Sant'Ignazio di Loyola (en français : chapelle de la vision de saint Ignace), également appelée chapelle de La Storta, est un petit édifice religieux catholique situé à La Storta sur l’ancienne Via Cassia dans la zone romaine de l'Agro Romano en Italie. Cette chapelle, dernière étape de la via Francigena avant d’entrer à Rome, est connue surtout pour la vision mystique qu’y eut saint Ignace de Loyola, en novembre 1537. Détruite durant la Seconde Guerre mondiale elle fut reconstruite en 1944.

## Historique

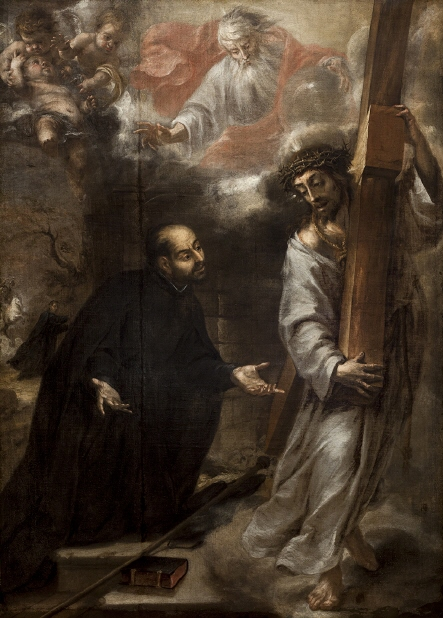
Vision à La Storta (toile de Juan de Valdés Leal)

Selon l’autobiographie de Saint Ignace (et le témoignage de Lainez), les trois prêtres Ignace de Loyola, Pierre Favre et Diego Laínez en se dirigeant vers Rome en novembre 1537 par la Via Francigena s'arrêtèrent à La Storta, dernière étape de la Via Francigena avant d’entrer à Rome. Dans une petite chapelle, Ignace de Loyola eut une vision mystique de Jésus portant sa croix, avec Dieu le Père « le plaçant avec son fils ». Ce moment considéré comme l'« union mystique au Christ et à son service » est un élément fondateur de la Compagnie de Jésus. De ce moment Ignace n’a plus de doute concernant le nom à donner à son groupe : les « compagnons de Jésus ». Dès 1540, la chapelle est confiée aux Jésuites pour devenir un lieu de pèlerinage et de vénération qui leur est particulièrement cher.
La chapelle originale est détruite dans les bombardements du 10 mai 1944, à la fin de la Seconde Guerre mondiale. Elle est immédiatement reconstruite à l’identique par le père Norbert de Boynes, vicaire général de la Compagnie de Jésus. Elle est restaurée et ré-inaugurée en juillet 1983. Bien que comme auparavant entretenue par les Jésuites elle appartient au diocèse de Porto-San Rufina, et est rattachée à sa cathédrale qui se trouve également à La Storta. La chapelle est fréquentée également par les pèlerins de la Via francigena.

## Architecture et décorations

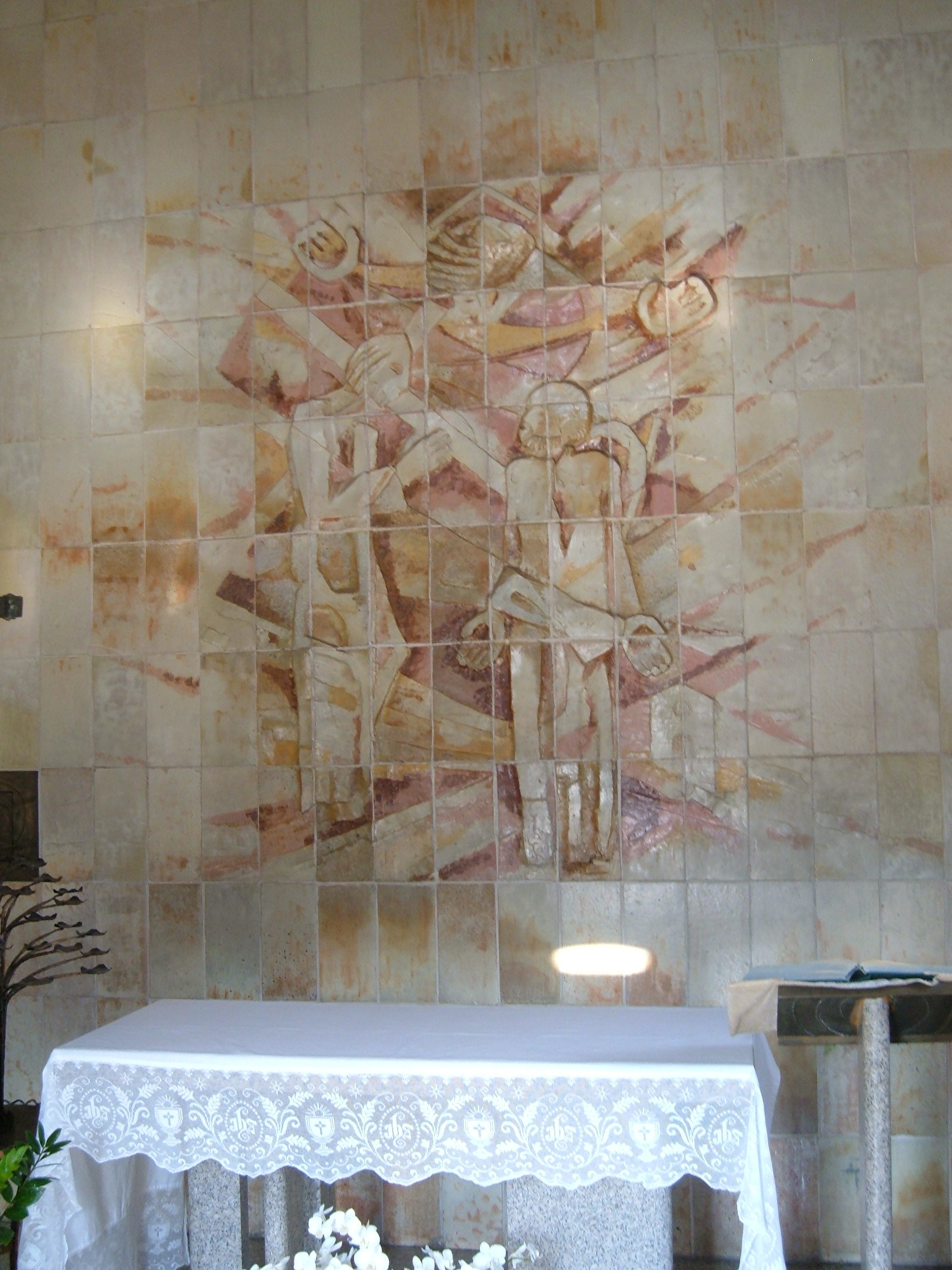
Faïence murale à l'intérieur.